# Penionomus
Penionomus is een geslacht van spinnen uit de familie springspinnen (Salticidae).

## Soorten
De volgende soorten zijn bij het geslacht ingedeeld:
- Penionomus dispar (Simon, 1889)
- Penionomus dyali Roewer, 1951
- Penionomus longipalpis (Simon, 1889)